# Hans-Siegfried Laessig
Hans-Siegfried Laessig (* 1923; † 2018) war ein deutscher Architekt und Maler.

## Leben und Werk
Hans Siegfried Laessig studierte an der Technischen Hochschule Braunschweig bei Dieter Oesterlen Architektur und arbeitete anschließend in dessen Büro. Dort war er auch an der Planung des niedersächsischen Landtags, der Wiederherstellung der Marktkirche und der St. Martins-Kirche beteiligt. Anfang der 1960er Jahre machte er sich mit Witte/Brettschneider/Kärst in Hannover selbständig. Diese Architektengemeinschaft entwarf 1963 das Rathaus von Salzgitter. In Hannover-Davenstedt entstand eine außergewöhnliche Wohnanlage unter dem Namen „Altes Dorf“, das Strukturen ländlicher Bebauung aufnahm. Seit Ende der 1960er Jahre arbeitete Hans Siegfried Laessig im eigenen Architekturbüro und realisierte zahlreiche Bauten in und um Hannover, insbesondere Altenwohnheime für das St. Nicolai Stift, die wegen ihrer beispielhaften Architektur Eingang in diverse Architekturführer erlangten. Sein Markenzeichen wurden die runden Ecken (softline) der Baukörper und Betonfassadenteile. Die Heilig-Geist-Kirche (1975–76) nimmt in der Entwicklungsgeschichte der niedersächsischen Sakralarchitektur aufgrund der beispielhaften Ausprägung der Außenfassaden aus Beton und des Innenraums der Kirche sowie der Gesamtformensprache eine Sonderstellung ein und wurde deshalb 2007 unter Denkmalschutz gestellt. Seit 2024 wird sie nicht mehr als Kirche, sondern als Heimstätte des Knabenchors Hannover genutzt.
Während seiner gesamten Zeit als Architekt suchte er immer nach neuen Formensprachen in Gouachen und Aquarellen.

## Ausgewählte Bauten in Hannover
- ab 1956: Siedlung Rehmerfeld Ost

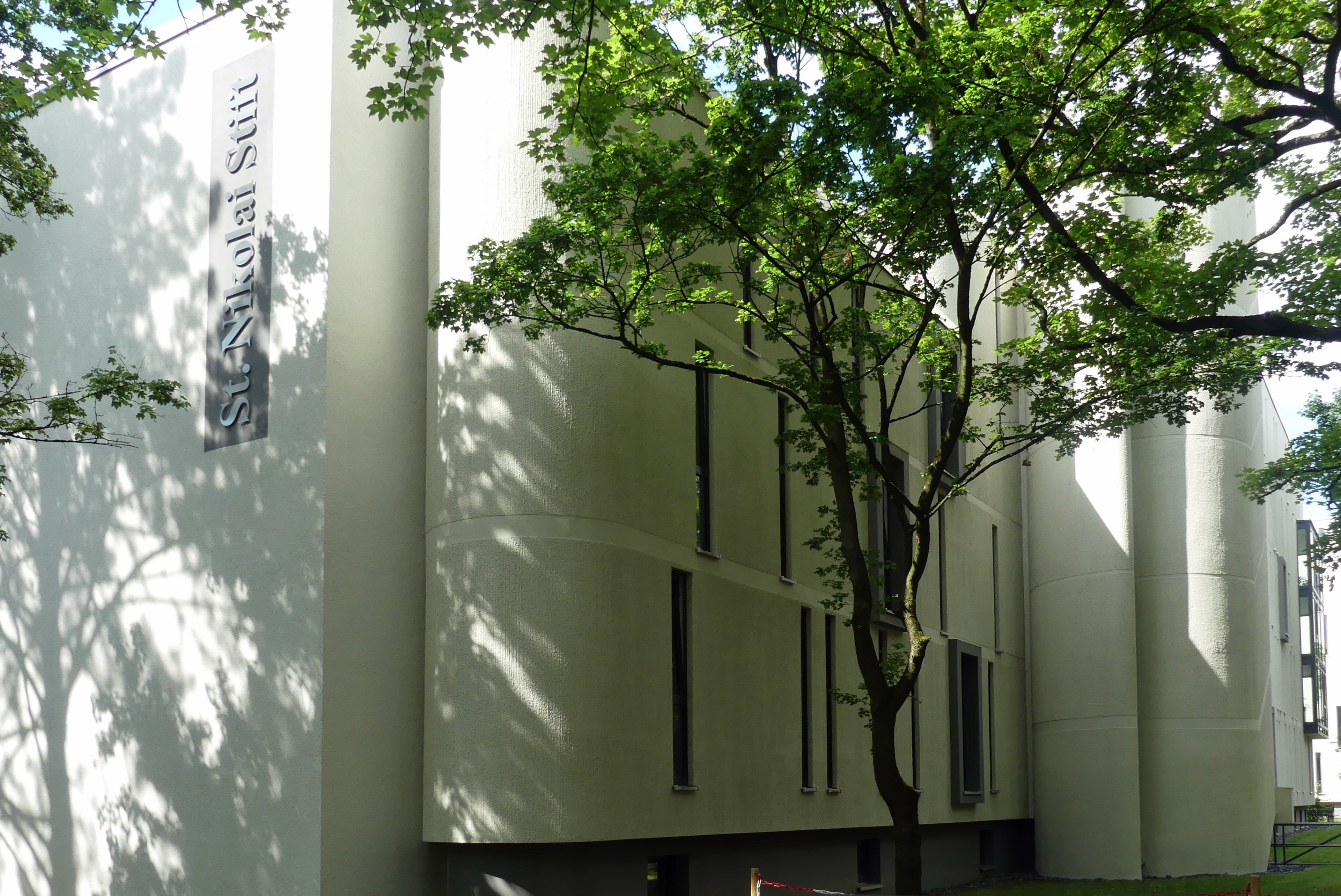

- 1962–63: Wohnanlage „Altes Dorf“ Nötelweg
- 1967: Altenwohnungen Körtingsdorf (BDA-Architekturpreis 1976)
- ab 1966: Wiederaufbau und Erweiterung des Wohnstifts Drostestraße
- 1971: Altenwohnungen St. Nicolaistift mit ev.-reformierter Kirche Alte Herrenhäuser Straße
- 1973–74: Altenwohnungen St. Nicolaistift Appelstraße
- 1975–76: Heilig-Geist-Kirche mit Kindergarten, Plüschowstraße
- 1984: Altenwohnungen St. Nicolaistift mit einem Stadtteilparkhaus Bödekerstraße

## Nachweise
- Zwonko Turkali, Jens Broszeit: Architekturführer Hannover. DOM publishers, Berlin 2022, ISBN 978-3-86922-747-4, S. 341.
- Architektur in Hannover seit 1900. Hrsg. Architektenkammer Niedersachsen, Verlag Georg D.W. Callwey, München 1981, ISDN 3-7667-0599-7, Objekte M16, O5, O8.
- Martin Wörner, Ulrich Hägele, Sabine Kirchhof: Architekturführer Hannover. Dieter Reimer Verlag, Berlin 2000, ISBN 3-496-01210-2, Objekte 197, 211, 226.
- Gemeindeblatt Dez. 2023 – Feb. 2024, Ev.-luth. St. Johannes-Kirchengemeinde Davenstedt
- Denkmalatlas Niedersachsen, Heilig-Geist-Kirchengemeinde, ID:41965110.

| Personendaten    | Personendaten                 |
| ---------------- | ----------------------------- |
| NAME             | Laessig, Hans-Siegfried       |
| KURZBESCHREIBUNG | deutscher Architekt und Maler |
| GEBURTSDATUM     | 1923                          |
| STERBEDATUM      | 2018                          |